# Pangonius vittipennis
Pangonius vittipennis är en tvåvingeart som först beskrevs av Krober 1921.  Pangonius vittipennis ingår i släktet Pangonius och familjen bromsar.
Artens utbredningsområde är Tunisien. Inga underarter finns listade i Catalogue of Life.